# Katrin Plankl
Katrin Plankl (25 novembre 1985) è un'ex calciatrice italiana, di ruolo centrocampista.

## Carriera
Dal 2006 gioca nel Brixen, poi Brixen OBI, squadra di Bressanone, nel ruolo di centrocampista, passando dalla Serie C regionale, alla Serie B come terzo livello del campionato italiano femminile di calcio, quindi in Serie A2, per completamento organico, dalla stagione 2011-2012 per tornare in Serie B, per soppressione della serie intermedia, tornata al secondo livello del campionato alla stagione 2013-2014. A fine stagione decide di lasciare la squadra con un tabellino personale di 177 presenze e 37 reti siglate.
Durante il calciomercato estivo trova un accordo con Südtirol per giocare con la squadra di Bolzano dalla stagione 2014-2015, inserita nel reparto difensivo. Al suo primo anno in biancorosso, condivide con le compagne la conquista del primo posto del girone B, con 60 punti e 7 di scarto sulla seconda classificata Fimauto Valpolicella, di conseguenza la possibilità di giocare in Serie A dalla la stagione successiva. Debutta nel campionato di vertice già dalla 1ª giornata, scendendo in campo 17 volte su 22 incontri, non riuscendo però a staccarsi dalla parte bassa della classifica che condanna lei e la squadra alla retrocessione.
Nell'estate 2016 dopo le nozze si è ritirata dal calcio giocato, andando a collaborare con il Bressanone in Serie C.

## Palmarès

### Club
- Campionato italiano di Serie B: 1

Südtirol: 2014-2015